# Kamaris
Kamaris (in armeno Կամարիս?, fino al 1978 Gyamrez) è un comune dell'Armenia di 2 405 abitanti (2009) della provincia di Kotayk'.